# Champagney (Górna Saona)
Champagney – miejscowość i gmina we Francji, w regionie Burgundia-Franche-Comté, w departamencie Górna Saona.
Według danych na rok 1990 gminę zamieszkiwały 3283 osoby, a gęstość zaludnienia wynosiła 89 osób/km² (wśród 1786 gmin Franche-Comté Champagney plasuje się na 45. miejscu pod względem liczby ludności, natomiast pod względem powierzchni na miejscu 18.).